# Schönowsky von Schönwies

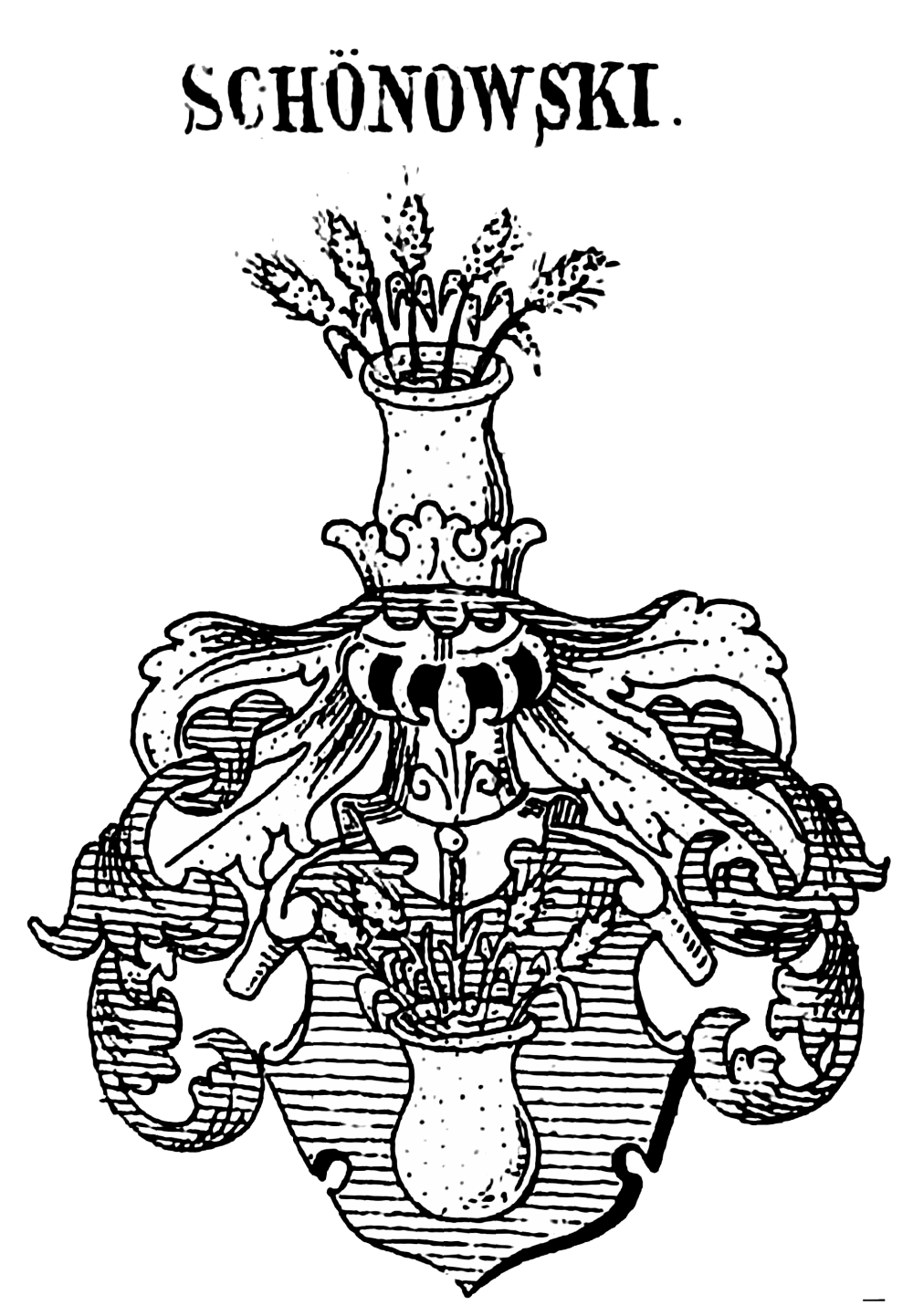
Wappen derer von Schönowsky von Schönwies in Siebmachers Wappenbuch

Schönowsky von Schönwies (auch Schonowski oder Schönowski) ist ein österreichisches Adelsgeschlecht und gehört zu den altadeligen schlesischen Familien.

## Geschichte
Laurenz Bernhard Schönowski, aus Friedek im Fürstentum Teschen stammend, wurde am 15. Februar 1712 in den böhmischen Adelsstand mit dem Prädikat von Schönwiese erhoben.

## Persönlichkeiten
Zu den bedeutenden Mitgliedern zählten:
- Friedrich Schönowsky von Schönwies (1717–1791), kaiserlicher Generalmajor
- Adalbert Schönowsky von Schönwies (1826–1891), Offizier
- Maximilian Schönowsky von Schönwies (1867–1925), Offizier und Schriftsteller

## Wappen
Blasonierung: In Blau eine goldene Vase, aus welcher fünf fächerförmig gestellte goldene Ähren hervorgehen. Auf dem Helm mit blau-goldenen Decken die Schildfigur.